# Richárd Jelena
Richárd Jelena (Pécs, 8 gennaio 1998) è un calciatore ungherese, attaccante del Tatabánya.

## Caratteristiche tecniche
È un centravanti.

## Carriera
Fa il suo esordio fra i professionisti il 13 febbraio 2016 giocando con l'Honvéd l'incontro di Nemzeti Bajnokság I perso 1-0 contro l'Haladás; l'anno seguente passa al Paks dove gioca 14 incontri nella prima divisione ungherese. Nelle stagioni successive milita fra la seconda e la terza divisione del paese, facendo ritorno in Nemzeti Bajnokság I solamente nel 2019, con la maglia del Kisvárda.

## Statistiche
Statistiche aggiornate al 23 gennaio 2021.

### Presenze e reti nei club
| Stagione        | Squadra          | Campionato      | Campionato | Campionato | Coppe nazionali | Coppe nazionali | Coppe nazionali | Coppe continentali | Coppe continentali | Coppe continentali | Altre coppe | Altre coppe | Altre coppe | Totale | Totale | Totale |
| Stagione        | Squadra          | Comp            | Pres       | Reti       | Comp            | Pres            | Reti            | Comp               | Pres               | Reti               | Comp        | Pres        | Reti        | Pres   | Reti   |        |
| --------------- | ---------------- | --------------- | ---------- | ---------- | --------------- | --------------- | --------------- | ------------------ | ------------------ | ------------------ | ----------- | ----------- | ----------- | ------ | ------ | ------ |
| 2015-2016       | Honvéd           | NB1             | 2          | 0          | CU              | 0               | 0               |                    | -                  | -                  |             | -           | -           | 2      | 0      |        |
| 2016-2017       | Paks             | NB1             | 14         | 0          | CU              | 2               | 0               |                    | -                  | -                  |             | -           | -           | 16     | 0      |        |
| 2017-gen. 2018  | Csákvári         | NB2             | 8          | 3          | CU              | 3               | 2               |                    | -                  | -                  |             | -           | -           | 11     | 5      |        |
| gen.-giu. 2018  | Zalaegerszeg     | NB2             | 13         | 2          | CU              | 1               | 0               |                    | -                  | -                  |             | -           | -           | 14     | 2      |        |
| 2018-gen. 2019  | Mosonmagyaróvári | NB2             | 30         | 6          | CU              | 0               | 0               |                    | -                  | -                  |             | -           | -           | 30     | 6      |        |
| gen.-giu. 2019  | Kozármisleny     | NB3             | 14         | 12         | CU              | 2               | 3               |                    | -                  | -                  |             | -           | -           | 16     | 15     |        |
| 2019-2020       | Kisvárda         | NB1             | 4          | 0          | CU              | 0               | 0               |                    | -                  | -                  |             | -           | -           | 4      | 0      |        |
| 2020-2021       | Kisvárda         | NB1             | 5          | 2          | CU              | 0               | 0               |                    | -                  | -                  |             | -           | -           | 5      | 2      |        |
| Totale Kisvárda | Totale Kisvárda  | Totale Kisvárda | 9          | 2          |                 | 0               | 0               |                    | -                  | -                  |             | -           | -           | 9      | 2      |        |
| Totale carriera | Totale carriera  | Totale carriera | 90         | 26         |                 | 8               | 5               |                    | -                  | -                  |             | -           | -           | 98     | 31     |        |